# David Christoph Seybold

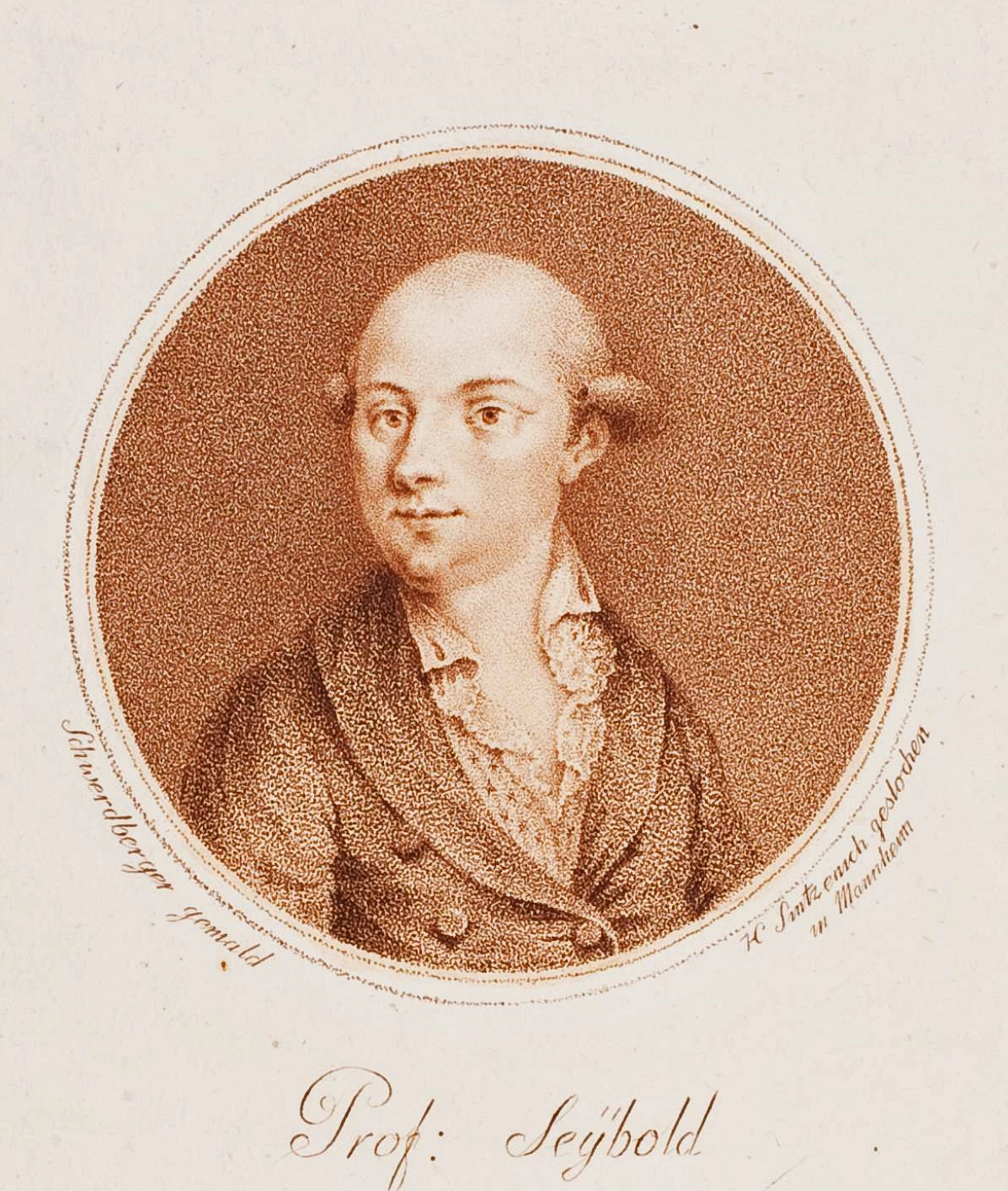
David Christoph Seybold, gestochen von Heinrich Sintzenich aus Mannheim

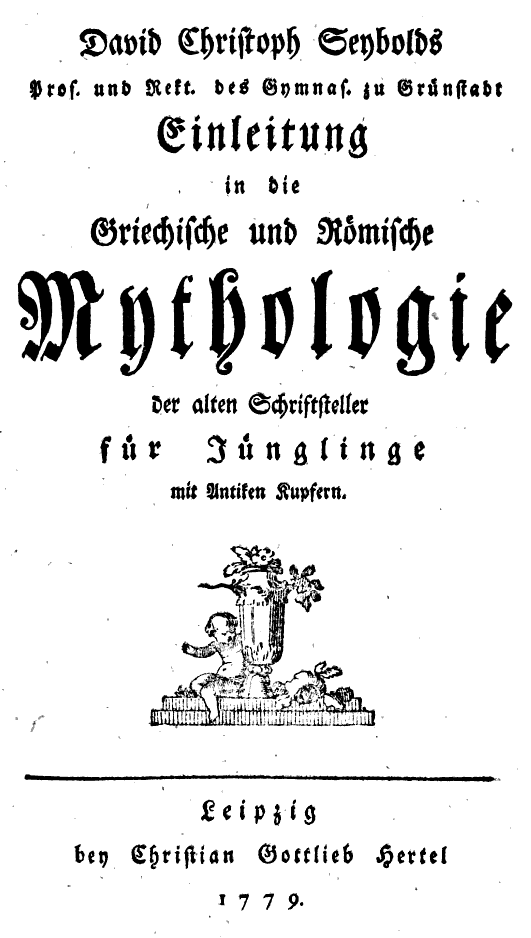
Buchtitelblatt von David Christoph Seybold als Rektor des Gymnasiums Grünstadt, 1779

David Christoph Seybold (* 26. Mai 1747 in Brackenheim; † 19. Februar 1804 in Tübingen) war ein lutherischer Theologe, Pädagoge, Hochschullehrer und Dichter.

## Leben
David Christoph Seybold war ein Sohn des Brackenheimer Stadtschreibers David Christoph Seybold und dessen zweiter Ehefrau Christina Elisabeth, geb. Jenisch. Er hatte drei jüngere Brüder, darunter den Gerichtsschreiber Gottfried Seybold (1757–1816) und den Juristen Josef Johann Friedrich Seybold (1749–1814), sowie eine ältere Schwester aus der ersten Ehe seines Vaters mit Johanna Maria, geb. Thill.
David Christoph Seybold besuchte die theologischen Lehranstalten Württembergs, wurde 1767 in Physik promoviert und 1770 außerordentlicher Professor der Philosophie in Jena. Ab 1775 war er Rektor des Gymnasiums in Speyer, 1776 wechselte er in gleicher Eigenschaft an das Gymnasium Grünstadt. Von 1779 bis 1792 war er hessen-darmstädtischer Professor am Gymnasium in Buchsweiler im Elsass, das damals zur Grafschaft Hanau-Lichtenberg gehörte. Nachdem der Jakobiner Eulogius Schneider vergeblich versucht hatte, Seybold für das revolutionäre Regime zu gewinnen, wurde er 1792 als „Aristokratenfreund“ verhaftet und fast ein Jahr lang in Straßburg inhaftiert. Am Ende kam er frei, durfte jedoch das Land erst 1795 verlassen, nachdem das sogenannte Direktorium an die Macht gelangt war. David Christoph Seybold kehrte 1795 nach Württemberg zurück und wurde 1796 Professor der klassischen Literatur an der Universität Tübingen.
Er heiratete 1775 Friederike Charlotte Keller, Tochter des Brackenheimer Oberamtmanns Urban Immanuel Keller († 1766), dessen von Johann Baptista Lauggas geschaffenes Epitaph sich in der dortigen Johanniskirche erhalten hat. Dieser Verbindung entstammten drei Söhne, darunter der württembergische Generalmajor Johann Karl Christoph von Seybold (1777–1833) und der Redakteur, Schriftsteller, bzw. Abgeordnete Ludwig Georg Friedrich Seybold (1783–1843), sowie vier Töchter. Karoline verw. Neidhard (1789–1866), eine dieser Töchter, heiratete 1818 den Wirtschaftswissenschaftler Friedrich List. Christiane Friederike, eine weitere Tochter, ehelichte Johann Christoph Lade (1777–1839), der in den 1820er-Jahren als Verleger und Redakteur der Stuttgarter „Neckar-Zeitung“ verantwortlich zeichnete. Seybolds zweite Ehe (1797) mit Wilhelmine Sophie geb. Rappold blieb kinderlos.
Seybold verfasste einige dichterische Werke, u. a. die Romane „Hartmann“ und „Reizenstein, die Geschichte eines deutschen Officiers“, sowie eine Fülle von Publikationen zur griechischen und römischen Literatur. Der im Amerikanischen Unabhängigkeitskrieg spielende Roman „Reizenstein“, der 1778, in der Grünstadter Zeit herauskam, wurde 2003 als Taschenbuch neu aufgelegt. Der Roman „Hartmann, eine wirtembergische Klostergeschichte“ erschien 2005 in einer Neuauflage als Band 17 der „Bibliotheca Suevica“ (Verlag Edition Isele Konstanz, Eggingen, ISBN 3-86142-375-8). Laut dem Historiker Hans-Georg Kemper verarbeitet Seybold darin stark autobiografisches Material, nach eigenen Angaben aber auch Erlebnisse seines entfernten Verwandten Johann Jakob Thill.

## Werke
- Anthologia historica Graeco-Latina sive excerpta ex historiae Graecae et Romanae scriptoribus, Leipzig 1777
- Anthologia Romana Poetica. Eaque Parallelos Quae Continet Sex Locos I. Sententias. II. Topographias.III. Chronographias. IV. Descriptiones motuum animi etc. V. Descriptionesrerum in natura obviarum. VI. Prosopopeias, Leipzig 1778
- Historisches Handbuch auf alle Tage im Jahre hauptsächlich den Jünglingen gewidmet. Fünf Ausgaben, Reutlingen 1788–1792.
- Historisches Taschenbuch auf alle Tage im Jahre, Winterthur 1797
- Vaterländisches Historienbüchlein, Tübingen 1801

Romane
- Hartmann, eine wirtembergische Klostergeschichte, 1778 (Digitalisat)
- Reizenstein, die Geschichte eines deutschen Officiers, 1778
- Barbara Pfisterin. Ein Roman aus dem bürgerlichen Leben, 1782
- Lucian’s neuste Reisen oder wahrhafte Geschichten, 1791

Dramen
- Hirten der Alpen. Ein Nachspiel nach Marmontel, Leipzig 1777 (Digitalisat)